# Термінатор (фільм)
«Терміна́тор» (англ. The Terminator) — американський культовий фантастичний бойовик Джеймса Кемерона, знятий у 1984 році. Це перший фільм із серії про Термінатора. Фільм входить до списку 250 найкращих фільмів за версією IMDb, станом на 12 грудня 2021 року посідає 44-у позицію у рейтингу науково-фантастичних стрічок.
Успіх фільму призвів до створення франшизи, що складається з кількох сиквелів, телесеріалу, коміксів, романів та відеоігор. У 2008 році «Термінатор» обраний Бібліотекою Конгресу для збереження в Національному реєстрі фільмів як «культурно, історично або естетично значущий».

## Сюжет
Фільм відкривається сценою похмурого майбутнього, де триває війна людей і машин. Але головна битва цієї війни має відбутися в минулому, 1984 року. В нічному Лос-Анджелесі водій сміттєвозу стає свідком дивних спалахів, з яких з'являється оголений чоловік, Термінатор Т-800 (Арнольд Шварценеггер). Цей невідомий знаходить групу панків, яким наказує віддати йому одяг. У відповідь на погрози невідомий демонструє величезну силу, вбиває панків і відбирає одяг. Згодом з іншого спалаху виникає інший чоловік, Кайл Різ (Майкл Бін), котрий забирає у волоцюги штани і тікає від переслідування поліцією.
Кайлу вдається забрати в поліцейського пістолет і сховатися в супермаркеті, де він нашвидкуруч викрадає одяг і взуття. Вибравшись непоміченим на вулицю, він захоплює з поліцейського автомобіля дробовик і шукає телефонний автомат. З довідника біля автомата Кайл довідується адреси кількох жінок на ім'я Сара Коннор.
Зранку Сара Коннор (Лінда Гамільтон), працівниця фастфуду, приїжджає на роботу. Тим часом Термінатор в збройному магазині вибирає чимало зброї, вбиває продавця і йде з отриманим арсеналом. Він, як і Кайл, знаходить по довіднику адреси жінок на ім'я Сара Коннор. Потім Термінатор, за знайденою інформацією, починає вбивати жінок та їхні сім'ї по черзі, згідно переліку з довідника. Остання в списку, працівниця фастфуду, дізнається про це з новин.
Кайл переховується біля будівельного майданчика і робота машин нагадує йому сцени подій війни з роботами, в яких він втратив напарників і отримав опіки на спині. Поліція Лос-Анджелеса згодом розуміє, що в місті з'явився серійний вбивця, який розстрілює жінок, котрих звати Сара Коннор. Остання Сара, у якої зірвалося побачення з бойфрендом, вирішує піти в кіно, дозволяючи подрузі Джинджер влаштувати в себе дома власне побачення. З новин тепер єдина вціліла Сара Коннор дізнається про нове вбивство тезки. Вона помічає, що за нею слідкує Кайл Різ, тому ховається в нічному клубі. Сара телефонує Джинджер, але та не чує дзвінка через музику в навушниках. Дівчина телефонує в поліцію і лишається чекати приїзду патрульних. В той же час Термінатор розшукує її адресу і, сприйнявши Джинджер за Сару, вбиває її разом з бойфрендом. Почувши послане від Сари повідомлення на автовідповідачі, що та ховається в клубі, він обшукує будинок і знаходить фото Сари Коннор. Маючи цю інформацію, Термінатор вирушає до клубу.
Там Термінатор упізнає Сару та відкриває стрілянину, але дівчину рятує Кайл, що вже проник туди раніше. Він переконує спантеличену Сару тікати з ним і кілька разів завдає Термінатору начебто смертельних пострілів, однак той продовжує стрілянину. Викравши автомобіль, Кайл із Сарою тікають від Термінатора. Різ дорогою пояснює — Термінатор — це робот, покритий живою шкірою. Питання Сари змушують його розкрити, що і Різ і Термінатор прибули з майбутнього, яке може настати за 40 років. Сховавшись, Різ розповідає про війну людей з машинами і свою долю робітника в таборі. Але людство зрештою навчилося протистояти машинам під проводом Джона Коннора — сина Сари Коннор. Однак він не встигає розказати усього. В ході аварії, спричиненої Термінатором, поліція все ж знаходить і схоплює втікачів.
У відділку Кайла допитують і він розповідає, що є бійцем Опору людства із 2029 року. Людство вело війну з роботами, керованими мережею «Скайнет», розробленою «Cyberdyne Systems». Людство здобуло перемогу, але «Скайнет» вже встигла побудувати машину часу і послати в минуле Термінатора, щоб не допустити народження Джона Коннора. Оскільки у війні архіви були втрачені, «Скайнет» відомо лише ім'я та місто проживання Сари. Слідом вирушив і Кайл аби зупинити Термінатора, але машина часу переносить тільки органіку, тому він не міг взяти зброю свого часу. Поліція не вірить йому, приймаючи за божевільного, хоча слідчий зауважує відсутність логічних дір в оповіді Кайла. Термінатор в цей час, отримавши в аварії поранення, маскує пошкоджене органічне око темними окулярами.
Термінатор розшукує Сару в відділку і представляється її знайомим. Отримавши відмову в зустрічі з нею, Термінатор промовляє «Я повернуся» (I'll be back) і за хвилину таранить відділок на автомобілі й починає стрілянину. Поліція не в змозі зупинити робота, а Кайл, користуючись панікою, звільнюється від наручників і тікає. Він виводить Сару, тоді як Термінатор в їх пошуках винищує всіх присутніх у відділку.
Кайл зізнається Сарі, що сам зголосився вирушити в минуле, бо був закоханий в неї з фотографії, яку дав йому Джон Коннор. Кайл згадує, як Термінатор напав на сховок Опору, в ході чого ця єдина фотографія згоріла. Сара з Кайлом проводять ніч разом, і таким чином саме Кайл Різ стає батьком Джона Коннора. Тим часом Термінатор вистежує їх і починає нову погоню. Кайл намагається підірвати робота саморобною вибухівкою на ходу, але марно. Термінатор викрадає бензовоз, який Кайл врешті підриває. Охоплений полум'ям робот випадає з кабіни і лишається нерухомим серед вогню.
Кайл і Сара думають, що перемогли, та раптом Термінатор піднімається з вогню, тепер без органічного покриву, як механізований скелет. Тікаючи від нього, Кайл з Сарою ховаються на заводі компанії «Cyberdyne Systems». В нерівному бою з Термінатором Кайл підриває його і гине сам, а Сара отримує поранення в ногу. Термінатор, позбавлений ніг і пучки лівої руки, продовжує функціювати і поповзом переслідує Сару. Їй вдається заманити робота під гідравлічний прес і розчавити його, коли Термінатор вже схоплює її за шию.
Сару шпиталізують, а працівники «Cyberdyne Systems» знаходять процесор Термінатора, що стане основою мережі «Скайнет». Згодом Сара записує на диктофон настанови для свого ще ненародженого сина. Коли вона зупиняється на автозаправній станції, місцевий хлопчик-фотограф робить її швидке фото, яке в майбутньому опиниться в Джона і Кайла. Чоловік на АЗС попереджає про наближення бурі, на що Сара відповідає «Я знаю», маючи на увазі прийдешню війну.

## У ролях
| Актор                | Роль                    |
| -------------------- | ----------------------- |
| Арнольд Шварценеггер | Термінатор              |
| Майкл Б'єн           | Кайл Риз                |
| Лінда Гамільтон      | Сара Коннор             |
| Пол Вінфілд          | лейтенант Ед Трекслер   |
| Ленс Генріксен       | детектив Вукович        |
| Рік Россовіч         | Метт Б'юкенен           |
| Бесс Мотта           | Джинджер Вентура        |
| Ерл Боен             | доктор Пітер Зільберман |

| Актор          | Роль                       |
| -------------- | -------------------------- |
| Дік Міллер     | продавець у магазині зброї |
| Шон Шепс       | Ненсі                      |
| Брюс Кернер    | черговий сержант           |
| Франко Коломбо | Термінатор у майбутньому   |
| Білл Пекстон   | панк                       |
| Бред Рірден    | панк                       |
| Брайан Томпсон | панк                       |

## Історія створення
За легендою, коли Джеймс Кемерон був на зніманні «Піраньї 2» у Римі 1981 року, він захворів і йому наснився кошмар про металевий скелет, який з ножем виповзає з полум'я. Кемерон вирішив зробити цей образ центральним у новому фільмі. Оскільки такої істоти не могло існувати в реальності, він задумав зробити її прибульцем з майбутнього. Натхнення режисер черпав з творів Ларрі Нівена і Гарлана Еллісона, а також із серіалу «Сутінкова зона» і таких фільмів, як «Таксист» і «Шалений Макс 2: Воїн дороги». Крім того, на образ Сари Коннор вплинула перша дружина Кемерона на ім'я Шерон, яка тоді працювала офіціанткою. Сценарій він написав у 1982 році в співавторстві зі своїм другом Вільямом Вішером. Якийсь час, не маючи грошей і живучи у сценариста і режисера Рендолла Фрайкса, Кемерон отримав настанови щодо написання сценарію фантастичного твору. Врешті в липні Кемерон завершив тритмент (сценарій без діалогів) на 42-х сторінках, якому дав назву «Термінатор».
Знайти фінансування довго не вдавалося, бо великі кінокомпанії відмовилися братися за проект. У результаті сценарій продано за символічну ціну в 1 долар продюсерові-початківцю Гейл Енн Херд (майбутній другій дружині Кемерона).
Вже тоді в Кемерона виник задум робота з рідкого металу (Т-1000), що здатний змінювати свою форму залежно від обставин, але в середині 1980-х спецефекти ще не досягли рівня, потрібного для реалізації цього задуму. Цю ідею втілено в фільмі «Термінатор 2: Судний день» (1991).
Спочатку Кемерон вважав, що Термінатор має виглядати, як людина стандартної комплекції, щоб не виділятися в натовпі. Тому цю роль писали під Ленса Генріксена, а Шварценеггер мав грати позитивного Різа. Достеменно не з'ясовано, яким чином роль Термінатора дісталася йому. Кемерон стверджує, що під час зустрічі зі Шварценеггером він одразу ж зрозумів, що в ролі Термінатора той виглядатиме переконливіше. Зі слів режисера, йому довелося довго вмовляти Шварценеггера, супроводжуючи свої слова обіцянками про те, що цю роль буде значно розширено. Арнольд, навпаки, говорив, що це він розгледів у ролі Термінатора величезний потенціал і був змушений умовляти Кемерона поступитися нею. Гейл Енн Герд відкидає обидві версії і стверджує, ніби Шварценеггер мав грати Термінатора з самого початку.
Так чи інакше, Термінатором став Шварценеггер, а Генріксен виконав невелику роль детектива Вуковича. Згодом Кемерон усе-таки зняв Генріксена в ролі олюдненого робота-андроїда Бішопа в фільмі «Чужі» (1986). Друзі Шварценеггера були шоковані, вважаючи, ніби роль кіборга поставить хрест на його акторській кар'єрі. Проте ця роль лиходія, репліки якої складаються всього з 17-х речень, зробила його зіркою світової величини. Прекрасний образ абсолютно беземоційного кіборга став архетипом кінематографу. Авторство відомої фрази «I'll be back» напевно невідоме, у сценарії вона звучала в формі «I'll come back».
У більшості сцен зі скелетоподібним Термінатором знімалася покадрово анімована лялька заввишки пів метра. Для великих планів застосовувалася повномірна маріонетка, керована знизу. В сценах з пошкодженим Термінатором використовувався манекен Арнольда Шварценеггера. Знімання лиця вимагали як манекена з різним ступенем ушкодженості, так і загримованого Шварценеггера. За переказом, одного разу той зайшов у гримі, з металевою щелепою і червоним оком, до ресторану і тільки з реакції присутніх зрозумів, що й досі є в образі Термінатора. В сцені знищення Термінатора застосовувалися пофарбований під метал пластик, фольга і червона лампочка для ока, що згасало. До кадру випадково потрапив цигарковий дим якогось курця поблизу. Ці кадри залишили, а дим зарахували як «спецефект».
Підривати повномірний автомобіль знімальній групі заборонила адміністрація Лос-Анджелеса, тому замість справжнього бензовоза використали півметрову мініатюру. Перша вибухнула зарано, а нашвидкуруч виготовлена друга знімалася прискорено (128 кадрів на секунду) задля досягнення реалістичності. Потім на фоні екрану з проектованим на нього вибухом знімали Сару Коннор, таким чином не наражаючи акторів на небезпеку.
Руїни пост-апокаліптичного Лос-Анджелеса складалися з пластику, картону й фольги. Мініатюри роботів знімалися прискорено задля створення ілюзії їх важкості та повільності. Весь пейзаж займав кілька квадратних метрів, а фон приховувався штучним туманом і вугільним димом. Вибухи зображалися лампами підсвічування в тумані та піропатронами. Ґрунтом слугував арахісовий пил, а накидані купами черепи були не більші за волоський горіх. Літальні апарати, через брак часу і коштів, мали грубі мініатюри, що маскувалося засвіченням від пострілів та прожекторів. Задля економії довелося відмовитися навіть від операторського візка і замість нього камера встановлювалася на інвалідний.
Головним феноменом фільму стало те, що багато глядачів сприйняли за головного героя стрічки саме Термінатора, а не Кайла Різа. Кемерон назвав це «культурним феноменом». Сам він неодноразово заявляв, що в першому «Термінаторі» фільмував саме взаємини Кайла Різа й Сари Коннор. Виконавчий продюсер Джон Дейлі говорив із цього приводу таке: «У Кемерона в сценарії головні герої — хлопець Різ і його дівчина. Проте, коли вийшов фільм, багато хто чомусь вирішив що головний — Арнольд». В 2001 році історію створення «Термінатора» викладено в документальному фільмі «Other Voices: Creating 'The Terminator'».

## Продовження
Було видано однойменну книгу, що написав сценарист Вільям Вішер у співавторстві з Ренделом Фрейксом.
У 1991 році Джеймс Кемерон зняв не менш культове й на порядок масштабніше продовження — «Термінатор 2: Судний день». У 1996 році за участю Кемерона й команди творців перших фільмів у Лос-Анджелесі запущено 3D-атракціон «Термінатор: битва крізь час», для якого спеціально знято міні-фільм «Термінатор-2 3D: Битва крізь час», що оповідає про війну майбутнього.
Світу Термінатора певним чином пощастило в тому, що він, на відміну від інших культових фантастичних блокбастерів 1980-х, уникнув численних низькоякісних новелізацій. Однією з причин цього, крім сумлінності Кемерона, стала заплутана ситуація з авторськими правами. Коли цю проблему було розв'язано, на екрани вийшов третій фільм саги — «Термінатор 3: Повстання машин» (2003), який створила зовсім інша команда, але як і раніше зі Шварценеггером у головній ролі. У фільмі «Термінатор: Спасіння прийде» (2009) Шварценеггер (точніше — його візуалізація у вигляді термінатора Т-800) з'являється у невеличкому камео, а головна дійова особа — Джон Коннор. Крім того, 2008 року за мотивами першого фільму знято телесеріал «Термінатор: Хроніки Сари Коннор». Його сюжетом є альтернативне продовження другої частини. Фільм 2015 року «Термінатор: Генезис» мав точні відтворення сцен першого фільму, але описував альтернативний хід подій, за якого Сара заздалегідь готувалася до прибуття Термінатора і Кайла 1984 року.

## Нагороди
Фільм отримав Гран-прі Міжнародного фестивалю фантастичних фільмів в Аворіазі (Франція) і три премії «Сатурн» американської Академії наукової фантастики, фентезі та фільмів жахів за найкращий науково-фантастичний фільм, найкращий грим та найкращий сценарій.